# Мальсагов, Ахмед Исаевич
Ахмед Исаевич Мальсагов (ингуш. Малсагнаькъан Иса Ахьмад; род. 26 октября 1960, Чермен, Северо-Осетинская АССР) — российский государственный и политический деятель. Министр финансов Республики Ингушетия. Председатель правительства Республики Ингушетия. Исполняющий обязанности президента Республики Ингушетия с декабря 2001 по май 2002 года. Заслуженный экономист Республики Ингушетия.

## Биография
В 1978 году с отличием окончил Майскую среднюю школу. В 1979 году поступил на экономический факультет Московского государственного университета имени М. В. Ломоносова на отделение планирования и экономической кибернетики, а в 1984 году получил специальность «экономист-кибернетик». После окончания вуза в 1984—1986 годы работал в Госплане Северной Осетии экономистом, старшим экономистом и заместителем начальника отдела сводного и перспективного планирования. Одновременно преподавал в Северо-Осетинском госуниверситете.
В 1986—1993 годы — главный экономист совхоза «Россия» в селе Майское Пригородного района Северо-Осетинской АССР. В 1993—1994 годы — финансовый директор и председатель правления коммерческого банка «Динаскобанк» в городе Москва.
В 1994—1995 годы — помощник-советник Президента Республики Ингушетия по экономическим вопросам. В 1995—1998 годы — первый заместитель министра, министр финансов Республики Ингушетия — заместитель Председателя Правительства Республики Ингушетия. В 1999 году — министр экономики — первый заместитель Председателя Правительства Республики Ингушетия.
С ноября 1999 года по июнь 2002 года — председатель Правительства Республики Ингушетия. С декабря 2001 года по май 2002 года — исполняющий обязанности Президента Республики Ингушетия. В июне 2002 года добровольно ушел в отставку с поста председателя Правительства Республики Ингушетия. Первым в республике получил звание «Заслуженный экономист Республики Ингушетия».
С 2002 года занимается предпринимательской деятельностью и преподает экономику в Ингушском государственном университете.
В 2007 году организовал выставку «Ингушетия глазами художников».
С ноября 2009 года по сентябрь 2010 года — председатель Экономического совета при Президенте Республики Ингушетия. С августа 2012 года член экономического совета при Главе Республики Ингушетия. 11 ноября 2013 года назначен на должность помощника-советника Главы Республики Ингушетия.
С декабря 2016 по апрель 2019 года возглавлял ингушский филиал Россельхозбанка.

## Политическая деятельность
Основал кампанию «Умка», ориентированную на производство колбас, мясных деликатесов и полуфабрикатов, хлебобулочных изделий и сыра.

Критически оценил пенсионную реформу, предположив, что она может усугубить существующие на Северном Кавказе проблемы:
— Пенсионная реформа ухудшит положение дел в регионе и, в частности, у нас в Ингушетии. Ведь известно, что у нас не всегда есть возможности даже для тех, кто хотел бы работать. Просто нет рабочих мест, у молодежи нет возможности приложения своих сил.
В то же время пенсионная реформа не окажет решающего значения на социально-экономическое положение республики. Однако отрицательно будет влиять то, что пожилые люди лишатся важного источника дохода. Многие семьи, в том числе с детьми, часто живут на пенсии стариков, и это — их единственный доход.
Хотя не стоит забывать, что статистика часто не учитывает специфику жизни на Северном Кавказе. В нашей Ингушетии во многом реальную жизнь определяют не только заработки внутри республики, но и переводы от родственников, которые работают в других регионах России. Сама система учёта доходов граждан многие факторы игнорирует. В какой-то степени жители Ингушетии живут даже лучше, чем жители так называемых «северных» регионов. Но хотя бы потому, что более качественные продукты питания. По крайней мере, они не хуже, чем в остальной России. Так что ситуация несколько другая, чем говорит статистика.

Не очень принято говорить, но есть факт, что какие-то доходы люди получают от «теневой» экономики. Граждане зарабатывают, но не всегда платят налоги и регистрируют свое дело.